# Марта Хил
 Марта Хил је америчка параалпска скијашица . Представљала је Сједињене Америчке Државе на Зимским параолимпијским играма 1984. и на играма 1988. у алпском скијању.

## Каријера
На Зимским параолимпијским играма 1984. завршила је четврта у спусту, пета у супер комбинацији, и шеста, оба у слалому, и велеслалому.
На играма 1988. освојила је сребрне медаље у женском спусту ЛВ2 дисциплини и у женском слалому ЛВ2 дисциплини.

## Живот
Марта је мајка Стејси Гаскил која је представљала Сједињене Државе на Зимским олимпијским играма 2022. одржаним у Пекингу у Кини.